# Вильярайгоза, Антонио
Антонио Рамон Вильярайгоза (англ. Antonio Ramón Villaraigosa; род. 23 января 1953) — американский политик, мэр Лос-Анджелеса (2005—2013).

## Биография
Антонио Вильяр-младший родился 23 января 1953 года в Лос-Анджелесе. Ходил в католические и государственные школы. В 1977 году окончил Калифорнийский университет в Лос-Анджелесе. В 1987 году Вильяр женился на Корине Райзога и взял себе смешанную фамилию Вильярайгоза. В 1990 году Вильярайгоза пришёл в городской транспортный совет Лос-Анджелеса, где проработал до 1994 года. В 1994 году избрался в Ассамблею штата Калифорния. В 2001 году Вильярайгоза баллотировался в мэры Лос-Анджелеса, но проиграл выборы Джеймсу Хану. В 2003 году он получил место в городском совете Лос-Анджелеса. В 2005 году Вильярайгозе удалось выиграть выборы, и он стал мэром Лос-Анджелеса. В 2009 году он переизбрался и находился на своём посту до 2013 года. Будучи главой города Вильярайгоза развёлся с женой, а в 2016 году женился на Патриции Говеа. В 2018 году политик занял 3 место на выборах губернатора Калифорнии.